# Nuestra Señora del Carmen (1812)
La goleta Nuestra Señora del Carmen, también llamada Independencia, fue un buque corsario al servicio de las Provincias Unidas del Río de la Plata durante la lucha por la independencia.

## Historia
La Nuestra Señora del Carmen era una embarcación mercante fluvial de 12 t de porte con matrícula de Buenos Aires. 
En enero de 1812 su propietario el maestro herrero patriota Carlos Celone la armó en corso, montando primero un cañón de a 6 a proa y dos esmeriles, y luego dos obuses y un pedrero.
Inició sus operaciones al mando brevemente de su propietario, alternándose luego los capitanes Silverio Tramontana y Miguel Ferrer (Ferreres o Ferreris). Con una tripulación variable de entre 10 y 30 hombres y contando con Pedro Samuel Spiro como condestable, la Carmen hostigó a embarcaciones menores realistas que procuraban abastecer a la plaza realista de Montevideo, sitiada por el ejército patriota.
La mayoría de sus operaciones de corso subsecuentes fueron registradas con el nombre Independencia. En mayo de 1813 tomó el mando Ferrer y tras efectuar varias presas menores, en diciembre de ese año capturó la balandra Nuestra Señora de los Remedios, una garandumba y la balandra El Invencible, propiedad de José Pereyra, todas declaradas buenas presas en Buenos Aires.
El 15 de septiembre de 1813 Celone solicitó y obtuvo la renovación de la patente de corso. En la nueva licencia consta como chalupa y denominada Nuestra Señora del Carmen (a) la Independencia. Al mando del capitán Silverio Tramontana y con una tripulación de 30 hombres, el detalle de armamentos registraba 2 obuses y un pedrero, 22 fusiles, 12 pistolas, 30 sables y 20 chuzas.
Respecto de la exclusividad en la propiedad de la nave por parte de Celone, una reclamación posterior y por cuestión ajena formulada por Silverio Tramontana se hacía "en virtud de la licencia del 17 de diciembre de 1813 que V.E. se sirvió franquearme para salir al corso con el lanchon de mi propiedad nombrado Nuestra Señora del Carmen".
El 9 de enero de 1814 al mando nuevamente de Ferrer, la pequeña nave corsaria participó de la escuadrilla que al mando conjunto de Benjamín Franklin Seaver efectuó un asalto nocturno contra unidades de guerra española apresando los faluchos San Martín y San Luis.
Finalizada la acción, el comandante en jefe de la Marina del Estado Martín Jacobo Thompson dispuso se iniciara a Ferrer un sumario por "insubordinación, abandonando la empresa principal por tomar un falucho". Seaver lo acusaba "por ignorancia, ineptitud e insubordinación" haciéndolo responsable de que no hubiera sido posible recapturar el queche Hiena, objetivo principal de la operación. Seaver, sin embargo, admitía por separado el comportamiento heroico de Ferrer en el ataque, por lo que continuó finalmente al mando efectuando nuevas capturas de naves realistas.
Ya el 13 de enero de 1814 capturó la balandra española San Martín y represó frente a las Conchillas a la chalupa El Carmen, que había sido capturada por el lugre Corsario de Montevideo.
Al iniciarse la Campaña Naval de 1814, el 1 de marzo de 1814 Ferrer fue incorporado como oficial de marina y agregado a la escuadra al mando de Guillermo Brown, por lo que asumió el mando Lázaro Roncallo hasta que también fue incorporado a la escuadra patriota luego de la victoria en el Combate de Martín García (1814).
Tras imponerse el bloqueo al litoral de la Banda Oriental y caída la plaza Montevideo en el mes de junio, con lo cual finalizaban las acciones de corso fluvial contra España, Celone devolvió su goleta al tráfico de cabotaje en el Río de la Plata.